# Агаянц, Александр Иванович
Алекса́ндр Ива́нович Агая́нц (1900—1938) — деятель советской разведки, старший брат И. И. Агаянца и М. И. Агаянца.

## Биография
Родился в 1900 (по другим данным — в 1901) в Елизаветполе (ныне — Гянджа, Азербайджан) в семье армянского священника Ивана Сергеевича (1868—1936) и Анны Михайловны (1879—1955) Агаянцев. В 1918 окончил 8-классную Елизаветпольскую гимназию.
В годы гражданской войны работал в большевистском подполье в Азербайджане. Член РКП(б) с 1919. После установления Советской власти в Азербайджане (май 1920) — секретарь отдела по работе в деревне уездного комитета партии, затем в органах ВЧК до 1922. Окончил два курса Московского института народного хозяйства имени Г. В. Плеханова. В 1926, после учёбы снова был направлен на работу в ОГПУ. В 1929—1931 — уполномоченный, начальник 7-го отделения информационного отдела и политконтроля ОГПУ. В 1932—1934 в Иркутске — начальник отделения Особого отдела полномочного представительства ОГПУ по Восточно-Сибирскому краю.
С 1934 — сотрудник ИНО (внешней разведки) ОГПУ. В 1934—1937 командирован на разведработу в Париж. В мае 1937 года был переведён из парижской резидентуры в Берлин и возглавил Берлинскую легальную резидентуру НКВД, в которой вскоре остался единственным сотрудником — все прочие были отозваны в Москву и репрессированы. Самого Агаянца не отозвали лишь потому, что он на тот момент оставался единственным советским разведчиком в Берлине. Восстановил связь с агентом НКВД в гестапо Вилли Леманом («Брайтенбах»), который поставлял в СССР сведения исключительной важности и ценности. Связь Агаянца с Брайтенбахом продолжалась до ноября 1938 года, когда материал от агента был получен в последний раз. В декабре 1938 у А. И. Агаянца произошло прободение язвы, и он умер на операционном столе берлинской клиники «Шарите».
Похоронен в Москве в северо-восточной части Нового Донского кладбища.